# Peteranec
Peteranec est un village et une municipalité située dans le comitat de Koprivnica-Križevci, en Croatie. Au recensement de 2001, la municipalité comptait 2 848 habitants, dont 98,98 % de Croates et le village seul comptait 1 531 habitants.

## Localités
La municipalité de Peteranec compte 3 localités :
- Komatnica
- Peteranec
- Sigetec